# Elecciones generales de Zambia de 2011
Las elecciones generales de Zambia de 2011 se realizaron el 20 de septiembre del mismo año, donde se escogió Presidente de la República y se renovaron los miembros de la Asamblea Nacional.

## Sistema de gobierno
Zambia es una república, en la que el poder ejecutivo lo tiene el presidente -que es también el Jefe de Estado y el de gobierno- y el vicepresidente, elegidos por un período de cinco años por voto popular. También había el cargo de primer ministro, abolido durante el gobierno de Frederick Chiluba en 1991.
El gobierno está compuesto por un gabinete elegido por el presidente entre los miembros de la Asamblea Nacional. El poder legislativo es unicameral; lo ejerce la Asamblea Nacional, la cual cuenta con 150 miembros electos por mayoría simple para un periodo de 5 años.
El poder judicial lo tiene la Corte Suprema, aunque los jueces son designados por el presidente; debajo de la Corte Suprema está la Corte Superior, las Cortes de Magistados y cortes locales en cada una de las provincias.

## Antecedentes

### Comisión electoral
La Comisión Electoral de Zambia (ECZ) realizó en conformidad con la Constitución, las elecciones correspondientes para la Asamblea Nacional y la Presidencia de la República. Las elecciones tripartitas fueron las quintas generales en Zambia, después de la reintroducción del multipartidismo en 1991.
Durante estos comicios, la Comisión actuó de forma independiente, lo que se reflejó en la determinación del ECZ de permanecer neutral y proactivo en su enfoque de diálogo y compromiso con las partes interesadas a través de todo el proceso.
Los observadores locales e internacionales elogiaron la labor de la Comisión para la realización de estas elecciones de una manera transparente. Ellos consideraron el proceso como libre y justo. Fueron varios los factores que contribuyeron al éxito de esta gestión, entre ellos la independencia que el gobierno siempre le dio a la Comisión; a ello se suma las diversas innovaciones tecnológicas, como la creación de una base de datos biométrica totalmente informatizado de los votantes, un sistema computarizado de cómputos, mantenimiento de los partidos políticos, conexión entre ellos, la sociedad civil y los medios de comunicación.

### Misión de observación
La misión internacional que buscaba velar por el buen funcionamiento observó con satisfacción que los zambianos tienen el derecho de elegir a su gobernante representativo a través de elecciones regulares y periódicas, mediante voto universal, directo y secreto. Hay mandatos presidenciales con límites de acuerdo a los puntos de referencias y normas internacionales.
Por otra parte, la misión considera que la elección de un sistema electoral es una prerrogativa de cada país. Sin embargo, en los países donde los factores culturales y políticos contribuyen a la política dominada por hombres, el sistema electoral zambiano se ha destacado por producir una subrepresentación de grupos como las mujeres y los jóvenes en el Parlamento.

### Campaña electoral
Michael Sata centró su campaña en la protección del trabajo. En 2010 las empresas chinas que se instalaron en el país permitieron un crecimiento económico importante para Zambia, pero en su campaña acusó a dichas empresas de tener condiciones laborales similares a la esclavitud y haciendo caso omiso de las normas de seguridad y prácticas culturales locales. Ha recibido el apodo de "Rey Cobra", por su dura retórica contra el gobierno de turno, del presidente Rupiah Banda.
La misión de observación observó la campaña con un entusiasmo inusitado para los países africanos. Se tradujo esta en carteles y anuncios en vallas publicitarias, reuniones políticas, apariciones de televisión de todas las candidaturas, debates presidenciales, buena difusión de los medios de prensa. Sin embargo, los candidatos utilizaban a menudo ataques personales como tácticas de campaña, en lugar de difundir temas políticos o propuestas. Todo esto contrarresta con lo que ocurre en los demás países africanos donde predomina la violencia política como práctica habitual.
Los observadores recibieron varios reclamos de violaciones al código de conducta electoral por parte de partidos políticos y simpatizantes, pero éstos no pudieron ser confirmados. Dado la naturaleza polarizada de la campaña y la elección, los observadores felicitaron a la ECZ por el establecimiento de un período de suspensión de campaña para la reflexión, de 48 horas previos a la jornada electoral.

### Financiamiento de campaña
No existe un financiamiento público para los partidos políticos, o de para las campañas electorales en Zambia. La divulgación de los montos y gastos de las donaciones privadas de los partidos o de las campañas no es requerido por la ley y no hay restricciones de gastos o límites de donaciones. Los partidos políticos deben depender de las cuotas de afiliación así como de las contribuciones de partidarios para poder realizar los gastos requeridos en los procesos electorales.
Varios partidos políticos expresaron su preocupación sobre este tema, porque no poseían las mismas oportunidades que los partidos con mayoría parlamentaria, cuyas dietas podían ayudar al financiamiento de la colectividad, algo que no tenían los partidos minoritarios. También argumentaron que las empresas privadas son reacias a financiar por temor a represalias por parte del partido ganador. En definitiva plantearon la idea de legislar sobre un financiamiento público y una limitación del gasto para equiparar las condiciones de la libre competencia electoral.

### Controversia
Dos días después de que se dieron a conocer los resultados oficialmente, el Tribunal Supremo prohibió tres medios de comunicación independientes, por haber especulado resultados y haberlos publicados con el titular "Jefe Sata para la victoria", previo a la oficialización de parte del ECZ. Ese mismo día, la oficina de Rupiah Banda explicó que esos datos eran solo rumores ya que no había sido compilado el 100% de los votos.
El retraso en el anuncio provocó disturbios en Ndola y Kitwe, donde los jóvenes se enfrentaron a la policía antidisturbios mientras quemaban los vehículos y el mercado. Además, algunos hackers atacaron el sitio web de la Comisión Electoral en la noche y publicaron resultados que daban a Michael Sata como ganador por amplio margen.
Los observadores de la Unión Europea dijeron que la elección fue "bien administrada", pero que no había acceso equitativo a los recursos, lo que resulta en la falta de un "juego nivelado" en la campaña. Ellos argumentaron que los medios de comunicación estatales no habían cumplido sus obligaciones mínimas de servicio público. Finalmente el ECZ declara ganador a Michael Sata, terminando con el gobierno de Banda.

## Resultados electorales

### Presidenciales
|  | 41,98 % |

|  | 35,42 % |

|  | 18,17 % |

|  | 0,94 % |

|  | 0,38 % |

|  | 0,36 % |

|  | 0,24 % |

|  | 0,23 % |

|  | 0,17 % |

|  | 0,08 % |

|  | 97,93 % |

|  | 2,03 % |

|  | 100,00 % |

|  | 53,98 % |

### Asamblea Nacional
|  | 38,25 % |

|  | 33,56 % |

|  | 16,99 % |

|  | 1,18 % |

|  | 0,75 % |

|  | 0,69 % |

|  | 0,44 % |

|  | 0,17 % |

|  | 0,11 % |

|  | 0,02 % |

|  | 0,02 % |

|  | 0,02 % |

|  | 0,02 % |

|  | 0,01 % |

|  | 0,01 % |

|  | 0,01 % |

|  | 0,01 % |

|  | 0,01 % |

|  | 0,00 % |

|  | 0,00 % |

|  | 7,74 % |

|  | 99,34 % |

|  | 0,66 % |

|  | 100,00 % |

|  | 53,00 % |